# Abcoude-Baambrugge
Abcoude-Baambrugge is een voormalige gemeente in het noordwesten van de Nederlandse provincie Utrecht.
De gemeente is op 1 mei 1941 gefuseerd met de voormalige gemeente Abcoude-Proostdij.
In de Middeleeuwen behoorden Baambrugge en Abcoude ten zuiden van het Gein en ten oosten van de Angstel aan de heren van Abcoude. In 1459 ging dit gebied in bisschoppelijke handen over. De bisschop moest in 1528 als wereldlijk heerser plaats maken voor keizer Karel V. Tijdens de Republiek der Zeven Verenigde Nederlanden viel het gebied als Abcoude-Statengerecht onder de Staten van Utrecht. In 1715 werd het verkocht aan Theodorus de Leeuw en heette het Abcoude-d'Leeuwsgerecht. Na diens dood kwam het in handen van de weduwe C.C. de Wilhelm, in 1752 van C.C.J. le Leu de Wilhelm en in 1773 van Suzanna le Leu de Wilhelm, weduwe van J. van Berck. In 1780 werd Maria Constantia van Berck, eerst gehuwd met Henri Bosset, later met R.A.W.C. van Heiden ambachtsvrouwe. In 1815 werd de burgerlijke gemeente Abcoude-Baambrugge gevormd.

## Geboren in Abcoude-Baambrugge
- Ineke Haas-Berger (1935), politica
- Lien Vos-van Gortel (1931-2023), politica